# Gội lông
Gội lông (danh pháp khoa học: Aglaia tomentosa) là một loài thực vật thuộc họ Meliaceae. Loài này có ở Úc (Queensland), Brunei, Ấn Độ, Indonesia, Lào, Malaysia, Papua New Guinea, Philippines, Singapore, và Việt Nam.